# Sushmita Sen
Sushmita Sen est une actrice indienne, également mannequin, née le 19 novembre 1975 à Hyderabad, en Inde. Elle est également la lauréate du titre de Miss Univers en 1994. Elle est la première indienne à avoir remporté ce titre qui la fait connaître auprès du grand public. La même année, l'actrice Aishwarya Rai remporte le titre de Miss Monde 1994.
Comme beaucoup de Miss en Inde, Sushmita Sen se tourne par la suite vers le cinéma. Elle débute dans Dastak où elle joue le rôle d'une fille vulnérable enlevée par un psychopathe. Par la suite elle joue un rôle comique dans Biwi No. 1 (1999) de David Dhawan, film qui la rend célèbre et lui vaut quelques récompenses. On a aussi pu la voir dans une comédie romantique intitulée Bas Itna Sa Khwaab Hai (2001) aux côtés d'Abhishek Bachchan, et dans Main Hoon Na (2004) avec Shah Rukh Khan qu'elle retrouve en 2010 dans Dulha Mil Gaya : Un mari presque parfait.
Aujourd'hui, grâce à des films à succès et malgré quelques échecs, Sushmita Sen est une des actrices indiennes en vue à Bollywood.

## Filmographie
| Année   | Titre                             | Langue          | Rôle                              | Remarques                                                                                                 |
| ------- | --------------------------------- | --------------- | --------------------------------- | --- |
| 1996    | Dastak                            | Hindi           | Sushmita Sen (elle-même)          | |
| 1997    | Zor                               | Hindi           | Aarti                             | |
| 1997    | Ratchagan                         | Tamoul          | Soniya                            | |
| 1999    | Sirf Tum                          | Hindi           | Neha                              | Sélectionnée pour le Filmfare Award de la meilleure actrice dans un second rôle 1er film avec Salman Khan |
| 1999    | Hindustan Ki Kasam                | Hindi           | Priya                             | |
| 1999    | Biwi No. 1                        | Hindi           | Rupali                            | Lauréate du Filmfare Award de la meilleure actrice dans un second rôle 2e film avec Salman Khan           |
| 1999    | Mudalvan                          | Tamoul          |                                   | Participation exceptionnelle                                                                              |
| 2000    | Aaghaaz                           | Hindi           | Sudha                             | |
| 2000    | Fiza                              | Hindi/Ourdou    |                                   | Participation exceptionnelle                                                                              |
| 2001    | Kyo Kii... Main Jhuth Nahin Bolta | Hindi           | Sonam "Sona"                      | 1er film avec Govinda                                                                                     |
| 2001    | Nayak: The Real Hero              | Hindi           |                                   | Participation exceptionnelle                                                                              |
| 2001    | Bas Itna Sa Khwaab Hai            | Hindi           | Lara Oberoi                       | |
| 2002    | Aankhen                           | Hindi           | Neha Srivastav                    | |
| 2002    | Tumko Na Bhool Paayenge           | Hindi           | Mehak                             | 3e film avec Salman Khan                                                                                  |
| 2002    | Filhaal...                        | Anglais/Hindi   | Sia Sheth                         | Sélectionnée pour le Filmfare Award de la meilleure actrice dans un second rôle                           |
| 2003    | Samay: When Time Strikes          | Hindi           | ACP Malvika Chauhan               | |
| 2003    | Pran Jaye Par Shaan Na Jaye       | Hindi           | Elle-même/narratrice              | Participation exceptionnelle                                                                              |
| 2004    | Vaastu Shastra                    | Hindi/Télougou  | Dr. Jhilmil Rao                   | |
| 2004    | Main Hoon Na                      | Hindi           | Miss Chandni Chopra               | |
| 2004    | Paisa Vasool                      | Hindi           | Baby                              | |
| 2005    | Maine Pyaar Kyun Kiya?            | Hindi           | Naina                             | 4e film avec Salman Khan                                                                                  |
| 2005    | Main Aisa Hi Hoon                 | Hindi           | Maître Neeti Khanna/Neeti Chhahal | |
| 2005    | Bewafaa                           | Hindi           | Aarti                             | |
| 2005    | Kisna: The Warrior Poet           | Anglais/Hindi   | Naima Begum                       | Participation exceptionnelle                                                                              |
| 2005    | It Was Raining That Night         | Anglais/Bengali | Ayesha Sahani                     | |
| 2006    | Chingaari                         | Hindi           | Basanti                           | |
| 2006    | Zindaggi Rocks                    | Hindi           | Kriya                             | |
| 2006    | Alag                              | Hindi           |                                   | Participation exceptionnelle                                                                              |
| 2007    | Aag                               | Hindi           | Durga Devi                        | |
| 2009    | Karma Aur Holi                    | Hindi           | Meera                             | |
| 2009    | Do Knot Disturb                   | Hindi           | Kiran                             | 2e film avec Govinda                                                                                      |
| 2010    | Dulha Mil Gaya                    | Hindi           | Shimmer Kanhai                    | |
| 2010    | No Problem                        | Hindi           | Kajal                             | |
| 2015    | Nirbaak                           | Bengali         | La femme                          | |
| Projets | Happy Anniversary                 | Hindi           |                                   | |
| Projets | Jodi emon hoto                    | Bengali         |                                   | |